# 文洪
文洪（15世紀—15世紀），字公大，南直隸蘇州府長洲縣民籍，湖廣衡州府衡山縣人，明朝政治人物。

## 生平
文洪祖先是湖廣的武官，到父輩才移居長洲，他棄武從文，在成化元年（1465年）自吳縣縣學成舉人，此後未能再會試中進士，到八年（1472年）與兒子文林參加會試，結果兒子中舉，他卻名在副榜，授淶水教諭，三年後辭官，回鄉後去世。他曾向他人尋求葬處，風水師向他推薦某處舊墓，指下葬該處能富貴，而墓主家人也願遷出求售，他責罵風水師後不用該處，獲他人稱頌，死後追贈太僕寺丞。

## 家族
祖父文定聰；父文惠；妻陳氏（贈安人）、顧氏（贈安人）、呂氏（封太安人）；子成化八年進士文林、成化二十三年進士文森；孫文徵明。

## 引用
1. 1 2  《姑蘇志·卷五十二·人物十·名臣》：文洪，字公大，先出湖廣武胄，父始占籍長洲。洪乃棄武就學，苦志刻力無間，晝夜治《易》邃甚。時從游者往往得高第，洪屢舉屢北，後子林領鄉薦，與洪偕會試，林遂中進士，洪在副榜，授淶水教諭，人皆羨林之捷而憫洪之遲也，三載致仕歸卒。洪嘗求葬地，術者指一舊冢，曰得此必世貴，其家亦願遷以售之，洪斥不用人尤多之。
2. ↑  乾隆《長洲縣志·卷二十·科目》：舉人 北榜外籍附 明……成化元年乙酉科 解元金簡，常州府人……文洪，功大，一作公大，吳縣學，淶水教諭
3. ↑  《列朝詩集小傳·丙集》：文溫州林 林，字宗儒，長洲人。成化壬辰進士。父洪，字公大，成化壬辰歲，與宗儒偕為舉子。宗儒舉進士，而公大得乙榜，官淶水教諭。
4. 1 2  龚延明主编. . 宁波: 宁波出版社. 2016. ISBN 978-7-5526-2320-8. 《天一閣藏明代科舉錄選刊.登科錄》之《成化二十三年進士登科錄》